# Paul Anderson (Segler)
Paul Richard Anderson, OBE (* 26. Februar 1935 in Herne Bay; † 7. März 2022) war ein britischer Segler.

## Erfolge
Paul Anderson nahm in der 5,5-Meter-Klasse an den Olympischen Spielen 1968 in Mexiko-Stadt teil, bei denen ihm neben Adrian Jardine und Skipper Robin Aisher der Gewinn der Bronzemedaille gelang. Bei der in Acapulco stattfindenden Regatta erzielten sie 39,8 Punkte, womit sie im Gesamtklassement hinter den schwedischen Olympiasiegern, den Sundelin-Brüdern, und dem von Louis Noverraz angeführten Schweizer Boot den dritten Platz belegten.
Im Juni 2011 erhielt er für seine Verdienste als Funktionär von Special Olympics Great Britain das Offizierskreuz des Order of the British Empire.